# Campeonato Sergipano de Futebol de 2014 - Série A2
O Campeonato Sergipano da Série A2 de 2014 será a 24ª edição do torneio e corresponde à segunda divisão do futebol do estado de Sergipe em 2014. As inscrições poderão ser realizadas até o dia de 30 de junho.
Segundo a mídia desportiva local, em continuidade desde 2011, o evento tende a ser um dos mais competitivos dos últimos tempos. Como resposta ao planejamento compactuado com o projeto de angariamento do futebol local, sua organização e reconhecimento estão em ascensão não só no cenário regional, como também ganhando visibilidade nacional.
O acesso só foi definido na 10ª rodada, a última. Em Aracaju, o Boca Júnior confirmou o retorno à Série A1, após derrotar o Aracaju por 2–1. O próprio Boca Júnior sagrou-se campeão pela terceira vez do torneio. Na mesma rodada, a Boquinhense conquista seu primeiro acesso para a Série A1, com a vitória por 8–1 sobre o Maruinense, fora de casa. O Dorense foi a terceira equipe na classificação, após vencer o Independente no Ariston Azevedo por 2–1. O clube da cidade de Nossa Senhora das Dores poderia conquistar o acesso caso o time do Boquinhense perdesse os pontos no STJD pela escalação do jogador David Bolinho, que atuou por duas rodadas de forma irregular mas o julgamento foi a favor do time alviverde.

## Previsões do Campeonato
Depois de a competição tomar as maiores proporções da sua história nos anos de 2011 e 2012, e de uma baixa no ano de 2013, a segunda divisão estadual de 2014 foi diferente da edição anterior. Isso porque a edição de 2013 contou com a participação de apenas 4 clubes. Por meio de planejamento antecipado, Boca Júnior entrou como favorito ao acesso do Sergipano A1 de 2015.
Com as novas medidas tomada pela Federação Sergipana de Futebol de profissionalizar cada vez mais o futebol de Sergipe, muitos clubes tradicionais do estado desistiram de participar do último certame devido à falta de refletores  e condições dos seus estádios de futebol, rebaixados da elite em 2013 só o Boca Júnior garantiu vaga na edição deste ano o, América de Propriá não solicitou participação na Segundona. Enquanto isso, Laranjeiras e Guarany sinalizaram interesse no certame de 2014, mas, como muitos clubes da Série A2, esbarraram na exigência dos refletores; outros clubes também estavam com o mesmo problema: Cotinguiba, clube mais antigo do estado e com problemas financeiros, Boquinhense, Força Jovem Aquidabã e Propriá.
Somente seis clube se inscreveram no Campeonato Sergipano Série A2 de 2014: Boca Júnior de Estância, Boquinhense de Boquim, Dorense de Nossa Senhora das Dores, Maruinense de Maruim, Aracaju da capital Aracaju e o estreante Independente da cidade de Simão Dias.
Polêmicas contra a FSF
Alguns clubes como Boquinhense, Guarany, América de Propriá e Propriá foram vetados do campeonato em 2014 devido à falta de sistema de iluminação nos seus estádios. Muitos clubes questionaram que os clubes Sergipe e Confiança foram beneficiados no Campeonato Sergipano Série A1 de 2014, pois ambas as equipes da capital não possuíam refletores e a FSF deixou os clubes mandarem jogos no interior do estado.
Caso Dorense
O Dorense passou por várias reviravoltas desde o ano passado, em 2013 não pôde participar por falta de refletores e em 2014 o Governo Estadual prometeu colocar os refletores no Estádio Ariston Azevedo, na cidade de Nossa Senhora das Dores. Devido aos grandes manifestos feitos por muitos torcedores, não só do clube, mas como de outras agremiações, e o questionamento do presidente do Dorense em que Carivaldo deixou os clubes da capital Sergipe e Confiança atuarem fora de Aracaju, o clube conseguiu participar da competição de 2014, sendo que suas primeiras partidas foram na cidade de Maruim no Estádio Vavazão. Logo após terminar de instalar os refletores o clube voltará a jogar em seus domínios, sendo que a Federação deu um prazo para que o clube confirme a instalação dos refletores.
 Existe uma promessa do Governo do Estado para colocar refletores no Ariston Azevedo. A nossa diretoria vai se reunir e ver qual é a possibilidade disso acontecer. Eu vou cobrar uma posição da Federação que deixou Sergipe e Confiança jogarem fora da capital. Dores merece o mesmo direito, caso não consiga os refletores - afirmou o presidente do Dorense, Ronaldo Silva.
Caso Boquinhense
David Bolinho foi expulso no dia 14 de maio de 2014, quando defendia o Estanciano na semifinal do Campeonato Sergipano da Série A1. Após cumprir a suspensão automática pela expulsão, o jogador pegou um gancho de quatro partidas de suspensão. Sem jogar desde o resultado do julgamento, o meia foi contratado pela diretoria do Boquinhense e entrou em campo nas duas primeiras rodadas da Segundona, mesmo com a punição de três jogos a cumprir.
Segundo a denúncia da Procuradoria, em caso de escalação irregular, o clube deve ser punido com a "perda do número máximo de pontos atribuídos a uma vitória no regulamento da competição, independentemente do resultado da partida, e multa de até R$ 100 mil. Para os fins deste artigo, não serão computados os pontos obtidos pelo infrator”. Com isso, o Alviverde corre o risco de perder os quatro pontos que conquistou nos dois primeiros jogos da Série A2, mais seis que equivalem ao dobro de pontos das duas partidas.

## Formato

### Primeira Fase
Esta será a única fase da competição e as equipes jogarão em partidas de ida e volta, os dois primeiros do campeonato decidem o título em duas partidas. Campeão e vice garantem o acesso à Série A1 de 2015.

### Critério de desempate
Os critérios de desempate serão aplicados na seguinte ordem:
1. Maior número de vitórias
2. Maior saldo de gols
3. Maior número de gols pró (marcados)
4. Maior número de gols contra (sofridos)
5. Confronto direto
6. Sorteio

## Fase Única

### Returno
Desempenho por rodada
- Clubes que lideraram o campeonato ao final de cada rodada:

| Fase Única | Fase Única | Fase Única | Fase Única | Fase Única | Fase Única | Fase Única | Fase Única | Fase Única | Fase Única |
| ---------- | ---------- | ---------- | ---------- | ---------- | ---------- | ---------- | ---------- | ---------- | ---------- |
| 1          | 2          | 3          | 4          | 5          | 6          | 7          | 8          | 9          | 10         |
| ARA        | BOQ        | BOQ        | BOQ        | BOQ        | BOQ        | BOC        | BOC        | BOC        | BOC        |

- Clubes que ficaram na última posição do campeonato ao final de cada rodada:

| Fase Única | Fase Única | Fase Única | Fase Única | Fase Única | Fase Única | Fase Única | Fase Única | Fase Única | Fase Única |
| ---------- | ---------- | ---------- | ---------- | ---------- | ---------- | ---------- | ---------- | ---------- | ---------- |
| 1          | 2          | 3          | 4          | 5          | 6          | 7          | 8          | 9          | 10         |
| IND        | BOC        | BOC        | IND        | MAR        | MAR        | MAR        | MAR        | MAR        | MAR        |

## Premiação
| Sergipano Série A2 de 2014    |
| ----------------------------- |
| Boca Júnior Campeão 3º título |

## Artilharia
| Gols               | Jogador      | Time        |
| ------------------ | ------------ | ----------- |
| 6                  | Luan         | Boca Júnior |
| 4                  |              |             |
| Cristiano Alagoano | Dorense      |             |
| Júnior             | Maruinense   |             |
| Nilson Sergipano   | Independente |             |

## Maiores públicos
Esses são os dez maiores públicos do Campeonato: 
| Nº | Público[PP] | Mandante     | Placar | Visitante    | Estádio         | Data           | Rodada |
| -- | ----------- | ------------ | ------ | ------------ | --------------- | -------------- | ------ |
| 1  | 419         | Independente | 0 – 0  | Dorense      | Estadual Aragão | 19 de outubro  | 1ª     |
| 2  | 385         | Dorense      | 2 – 1  | Independente | Aristão         | 30 de novembro | 10ª    |
| 3  | 316         | Dorense      | 2 – 2  | Maruinense   | Aristão         | 25 de outubro  | 2ª     |
| 4  | 309         | Dorense      | 2 – 1  | Aracaju      | Aristão         | 1 de novembro  | 3ª     |
| 5  | 303         | Independente | 1 – 0  | Boquinhense  | Estadual Aragão | 2 de novembro  | 3ª     |

- PP. ^ Considera-se apenas o público pagante

### Média de público
| Nº | Time         | Total | Jogos | Média |
| -- | ------------ | ----- | ----- | ----- |
| 1  | Dorense      | 1.397 | 5     | 279   |
| 2  | Independente | 1.095 | 5     | 219   |
| 3  | Boquinhense  | 1.012 | 5     | 202   |
| 4  | Aracaju      | 460   | 5     | 92    |
| 5  | Boca Júnior  | 389   | 5     | 77    |
| 6  | Maruinense   | 115   | 4     | 28    |

## Premiação
| Série A2 de 2014                |
| ------------------------------- |
| Boca Júnior Campeão (3º título) |

| Vice Campeão:  | Terceiro colocado: | Quarto colocado:  | Artilheiro:     |
| -------------- | ------------------ | ----------------- | --------------- |
| Boquinhense    | Dorense            | Independente      | Luan 6 gols     |
| Público total: | Renda total:       | Média de público: | Média de renda: |
| 4.468          | 46.160,00 R$       | 154               | 1.591,72 R$     |

## Promoções e rebaixamentos
| Divisão           | Clubes rebaixados | Clubes promovidos       |
| ----------------- | ----------------- | ----------------------- |
| Série A1 Série A2 | Canindé Olímpico  | Boca Júnior Boquinhense |